# Jonas Urbach

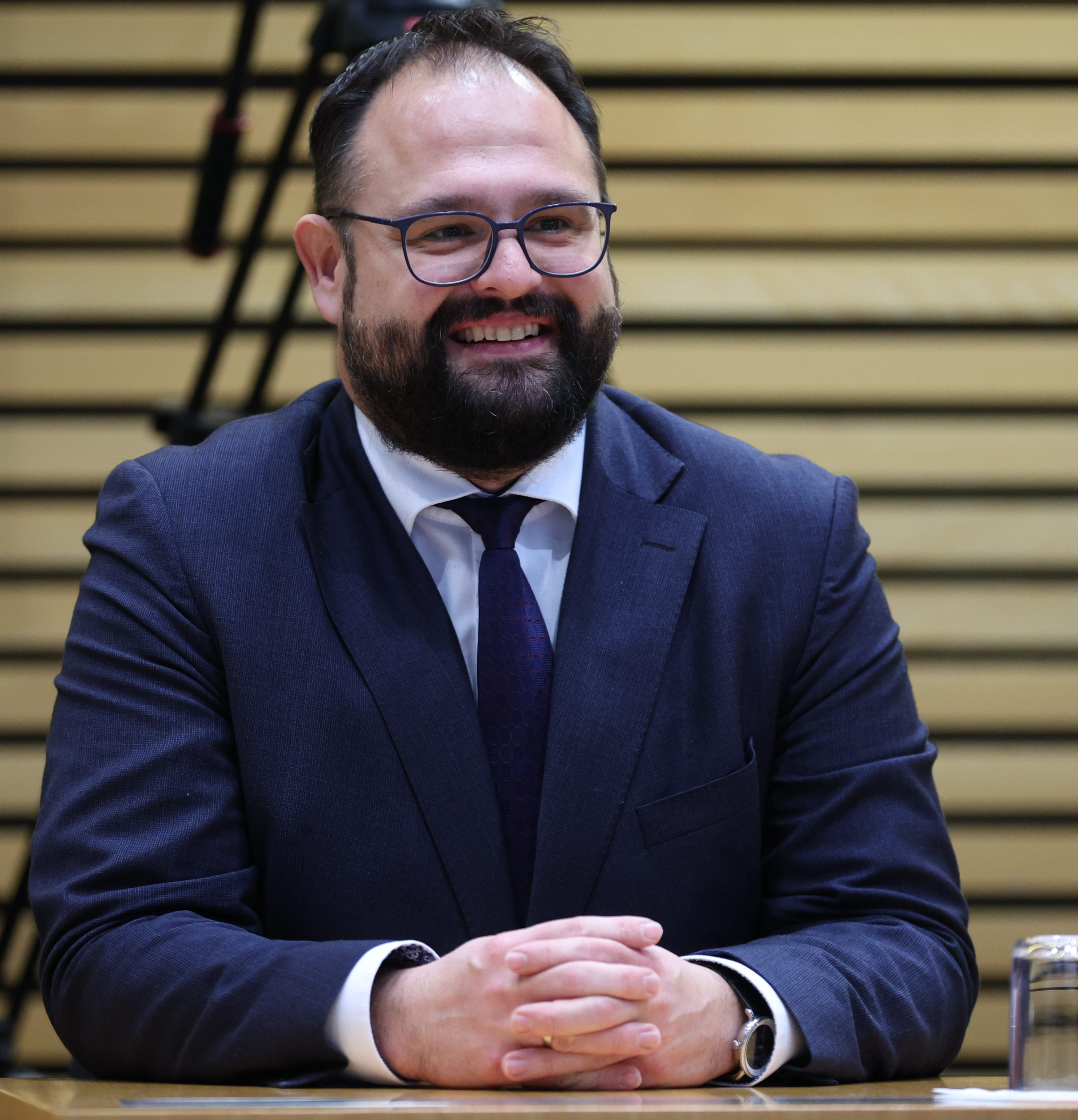
Jonas Urbach (2024)

Jonas Urbach (* 24. September 1982 in Mühlhausen) ist ein deutscher Politiker der CDU. Er ist seit 2019 Abgeordneter des Thüringer Landtages.

## Leben
Urbach wurde 1982 im thüringischen Mühlhausen geboren und wuchs in Anrode auf.
2001 legte er das Abitur am Tilesius-Gymnasium Mühlhausen ab und leistete im Anschluss Zivildienst in einem Sozialzentrum des VdK. Er studierte von 2002 bis 2008 Politikwissenschaft, Neuere Geschichte und Öffentliches Recht an der Universität Jena, war danach als studentischer Mitarbeiter in der Thüringer Landesgeschäftsstelle der Jungen Union tätig und schloss sein Studium 2011 mit dem Magister artium ab. Im Rahmen des Erasmus-Programmes absolvierte er ein Auslandsstudium der Politikwissenschaft am Institut d’études politiques de Paris.
Von 2011 bis 2015 fungierte Urbach als Landesgeschäftsführer der Jungen Union Thüringen. Er ist seit 2018 Mitglied des Landesvorstandes der CDU Thüringen und seit September 2019 Vorsitzender der CDU im Unstrut-Hainich-Kreis.
Urbach war von 2009 bis zum Wechsel der Gemeinde in das Eichsfeld 2022 Mitglied des Gemeinderates in Anrode. Urbach ist Kreistagsabgeordneter im Unstrut-Hainich-Kreis und seit 2014 Vorsitzender der CDU-Kreistagsfraktion. Von 2015 bis zu seinem Einzug in den Landtag 2019 war Urbach hauptamtlicher Bürgermeister der Gemeinde Anrode.
Bei der Landtagswahl im Oktober 2019 wurde Urbach als Direktkandidat der CDU im Wahlkreis 8 (Unstrut-Hainich-Kreis I) in den Thüringer Landtag gewählt. Das Direktmandat gewann er mit 31,1 % der Erststimmen. Im Landtag war er Mitglied des Ausschusses für Europa, Kultur und Medien, des Innen- und Kommunalausschusses sowie des Untersuchungsausschusses 7/1. Darüber hinaus engagierte er sich im parlamentarischen Freundeskreis Israel und war sowohl Europa- als auch Feuerwehrpolitischer Sprecher seiner Fraktion.
Bei der Landtagswahl 2024 gewann er mit 37,1 % der Erststimmen erneut das Direktmandat. Nach der Bildung des Kabinetts Voigt wurde er im Dezember 2024 zum stellvertretenden Vorsitzenden der CDU-Fraktion gewählt.
Jonas Urbach ist katholisch, verheiratet und hat einen Sohn.

## Ehrenamt
Urbach ist Vorsitzender des Förderkreises Kloster Anrode e.V., der Stiftung „Sonne für Anrode“ sowie stellvertretender Vorsitzender des Fördervereines musikalische Grundschule Anrode und des Vereines zur Förderung handwerklicher Traditionen Mühlhausen.
Weiterhin ist Urbach Mitglied des Vorstandes der Energiegenossenschaft Anrode e.G. und des Rotary Club Mühlhausen.